# Кларк, Колин (эколог)
Колин Уиткомб Кларк (англ. Colin Whitcomb Clark, 1931 — 12 апреля 2024) — канадский математик и поведенческий эколог, внесший вклад в экономику природных ресурсов. Кларк специализировался на поведенческой экологии и экономике природных ресурсов, в частности, на управлении коммерческим рыболовством. В 2016 году Кларк стал членом Международного института экономики и торговли рыболовства (IIFET) за свой вклад в биоэкономику. Влияние Кларка на экономику рыболовства посредством его научной работы изложено в работе «Математическая биоэкономика: математика сохранения», которая считается классическим вкладом в теорию экономики окружающей среды.

## Личная жизнь и смерть
Колин У. Кларк родился в 1931 году в Ванкувере, Канада. В 1958 году он получил степень доктора философии в Вашингтонском университете. В 1960 году он был назначен на математический факультет Университета Британской Колумбии, где занимался дифференциальными уравнениями в частных производных, спектральной теорией и функциональным анализом, а затем переключился на математическую биологию. Он женился на Джанет Кларк, у них было трое детей. В результате своей работы в области математической биологии он стал членом Ванкуверского общества естественной истории и увлечённым любителем наблюдать за птицами. Он умер 12 апреля 2024 года.

## Награды и почести
- 1997 — Избран членом Лондонского королевского общества[5]

## Книги
- Math Overboard! (Basic Math for Adults): Part 2. 2013. Dog Ear Publishing.
- Math Overboard! (Basic Math for Adults): Part 1. 2012. Dog Ear Publishing.
- Mathematical Bioeconomics: The Mathematics of Conservation. 3rd Edition. 2010. Wiley Interscience (New York, NY).
- The Worldwide Crisis in Fisheries: Economic Models and Human Behaviour. 2006. Cambridge University Press (Cambridge, UK; New York, NY).
- Dynamic State Variable Models in Ecology: Methods and Applications (with Marc Mangel). 2000. Oxford University Press (Oxford, UK: New York, NY).
- Dynamic Models in Behavioral Ecology (with Marc Mangel). 1988. Princeton University Press (Princeton, NJ).
- Natural Resource Economics: Notes and Problems (with Jon Conrad). 1997. Cambridge University Press (Cambridge, UK: New York, NY).